# Johan Anthony Beelaerts van Blokland
Johan Anthony Beelaerts van Blokland ('s-Gravenhage, 13 april 1924 – Kemnade, Wijnbergen, 3 oktober 2007) was een Nederlands diplomaat.

## Biografie
Beelaerts was lid van de familie Beelaerts en een zoon van jhr. mr. Willem Adriaan Beelaerts van Blokland (1883-1935) en jkvr. Adriana Maria Catharina Snoeck (1881-1951), lid van de familie Snoeck. Hij trouwde in 1951 met de publiciste jkvr. Agnies Pauw van Wieldrecht, vrouwe van Darthuizen (1927-2013) en lid van de familie Pauw, met wie hij drie kinderen kreeg van wie de twee oudste (en een schoondochter) ook in dienst van het ministerie van Buitenlandse Zaken traden.
Na zijn rechtenstudie trad Beelaerts in diplomatieke dienst. Hij vervulde verscheidene diplomatieke posten alvorens in 1978 te worden benoemd tot ambassadeur van Nederland te Koeweit en in Bahrein, Qatar, Oman en de Verenigde Arabische Emiraten. In 1983 werd hij benoemd tot ambassadeur bij de Heilige Stoel in Vaticaanstad. Hij volgde daar J. Ceulen op en was de allereerste protestante ambassadeur bij het Vaticaan. Hij bereidde daar ook het allereerste bezoek van een Nederlands staatshoofd, Beatrix der Nederlanden, aan de paus voor. In januari 1983 bood Beelaerts zijn geloofsbrieven aan de paus aan. Tijdens het staatsbezoek van Beatrix en Claus aan Italië in maart 1985 brachten zij op 28 maart 1985 een bezoek aan de paus. Dit bezoek bleef een sober bezoek wegens weerstand van de protestante gemeenschap in Nederland tegen dat bezoek van Beatrix aan de paus. (De betrekkingen tussen Nederland en het Vaticaan waren vanwege die protestante aversie altijd moeizaam geweest en het mogelijke gezantschap bij de paus had zelfs in 1926 geleid tot de val van het kabinet-Colijn I.) Na deze post ging Beelaerts in 1986 met de VUT waarbij hij benoemd werd tot Ridder in de Orde van de Nederlandse Leeuw; hij was al sinds 1973 Officier in de Orde van Oranje-Nassau. Als ambassadeur werd hij opgevolgd door opnieuw een rooms-katholiek, mr. Seger J.J. baron van Voorst tot Voorst (1927) die deze post ook als laatste in zijn loopbaan zou bekleden, tot 1993.

### De Kemnade

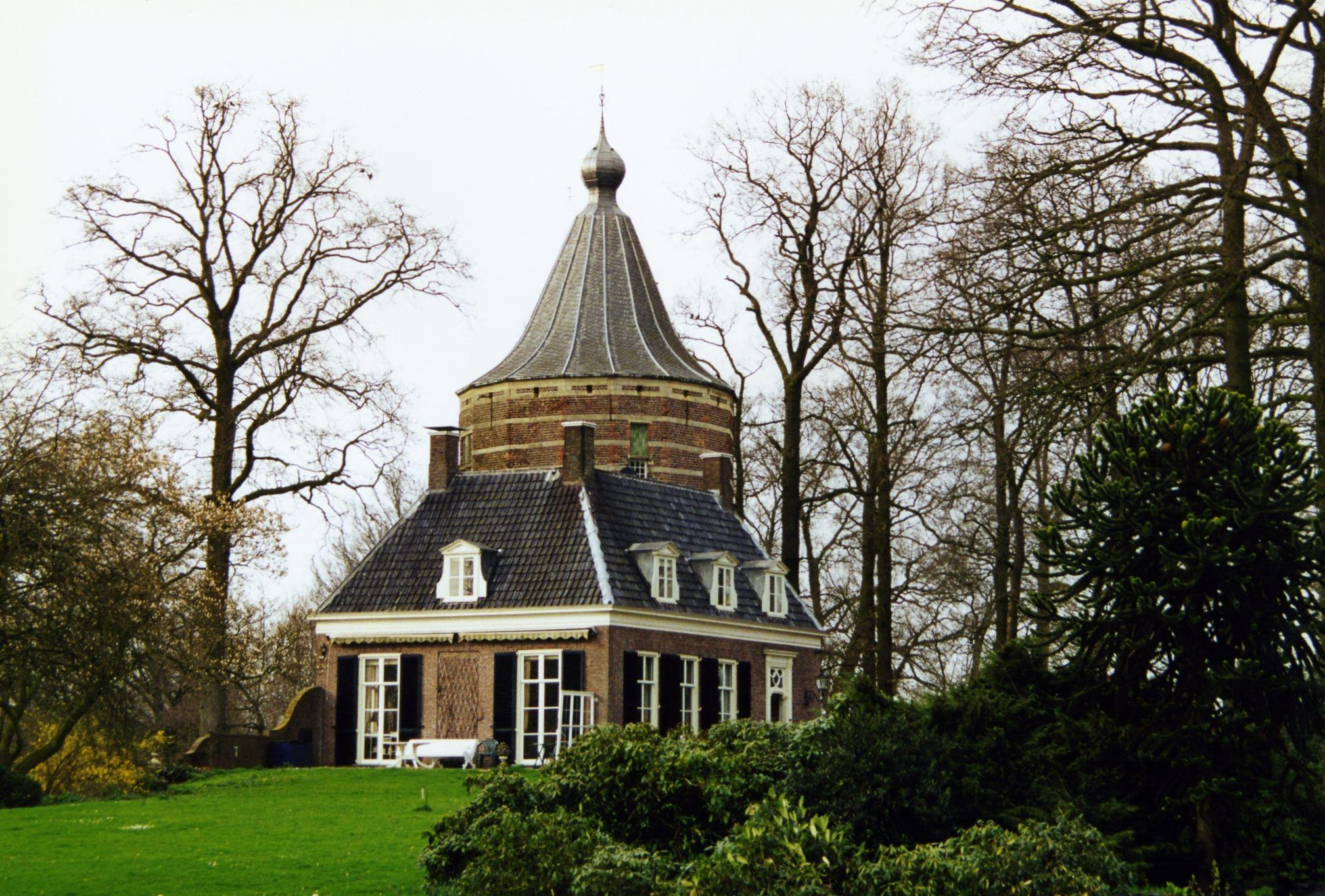
De Kemnade 2010

In 1955 werd het echtpaar Beelaerts-Pauw eigenaar van huis De Kemnade in Wijnbergen dat zij als vaste verblijfplaats kozen wanneer zij in Nederland vertoefden. Tijdens het verblijf van de Beelaerts in Bangkok, van 1959 tot de zomer van 1960, stelden zij de Kemnade beschikbaar als vakantie- en rustoord voor predikanten met hun gezinnen. Toen hij in 1986 een nieuwe post aangeboden kreeg bedankte hij en koos voor gebruikmaking van de VUT-regeling waarna het echtpaar zich terugtrok op het landgoed; in 2007 overleed Beelaerts op De Kemnade. Beelaerts was beschermheer van de Schutterij Sint Martinus te Wijnbergen en sinds 14 juni 1987 was hij beschermheer van de Hooglandse Schutterij Sint Martinus in Braamt.